# De sterrendaalders

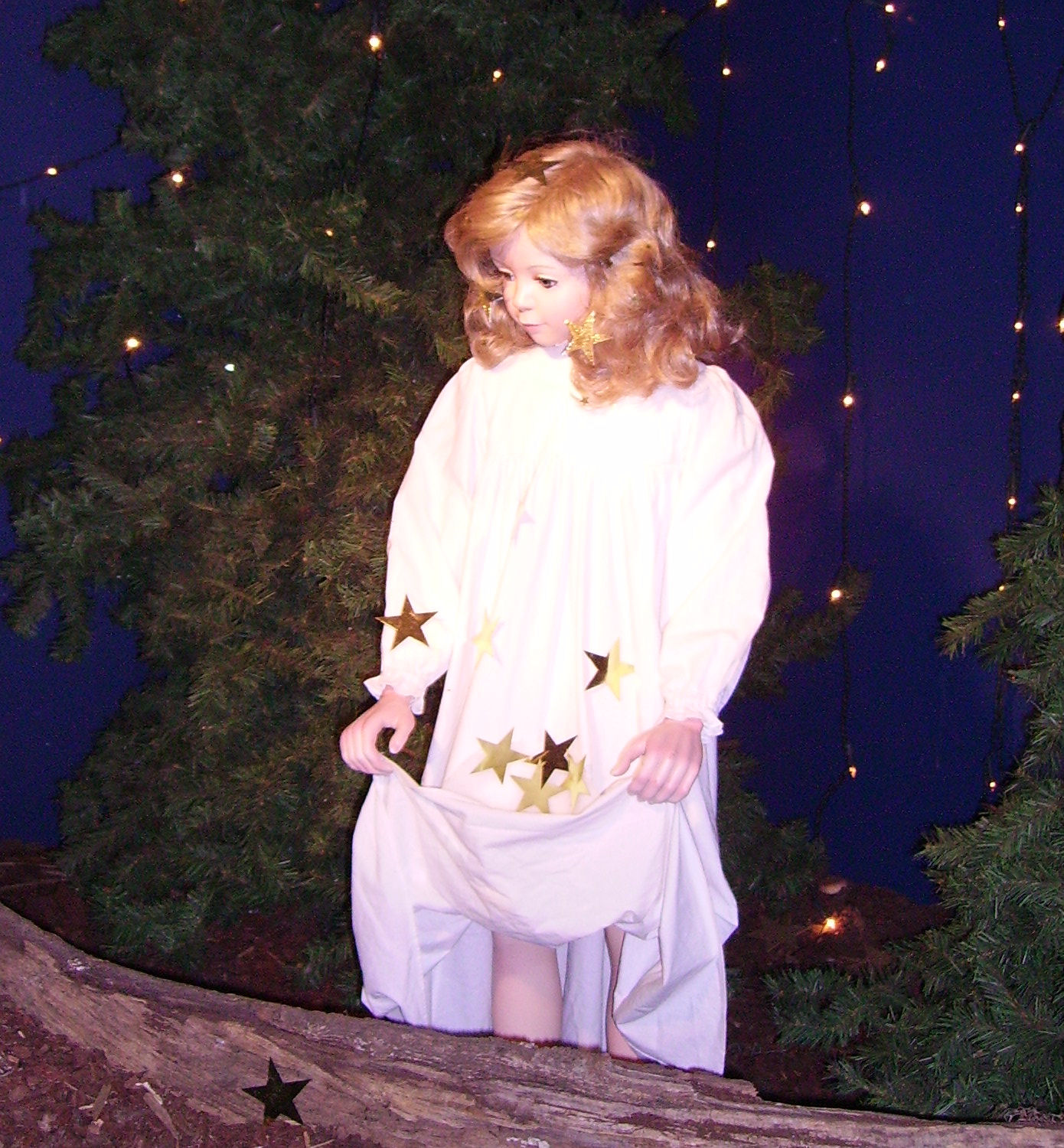
De sterrendaalders in de Märchengarten Ludwigsburg, Slot Ludwigsburg, Duitsland.

De sterrendaalders is een sprookje uit Kinder- und Hausmärchen met volgnummer KHM153, opgetekend door de gebroeders Grimm. De oorspronkelijke naam is Die Sterntaler.

## Het verhaal
Een klein meisje is wees geworden en verliest haar huis en alles wat ze heeft. Met alleen haar kleren en een stukje brood loopt ze door het veld en vertrouwt op God. Ze komt een arme man tegen en hij vraagt om voedsel, omdat hij honger heeft. Het meisje geeft het stukje brood en wordt gezegend door de man. Er komt een kind dat huilt. Het vraagt om iets om het hoofd te bedekken. Het meisje geeft haar muts en komt later een kind zonder lijfje aan. Ze geeft het kind haar lijfje en komt daarna een kind zonder rokje tegen en ook dit geeft ze. Ze komt in het bos en een kind vraagt om haar hemdje. Het meisje denkt dat niemand haar ziet in het donker en geeft haar hemdje weg.
Er vallen sterren uit de hemel en het zijn allemaal blanke (zilveren) daalders. Ze heeft opeens een nieuw hemdje aan en het is van het fijnste linnen gemaakt. Ze bergt de daalders in het linnen op en is haar hele leven rijk.

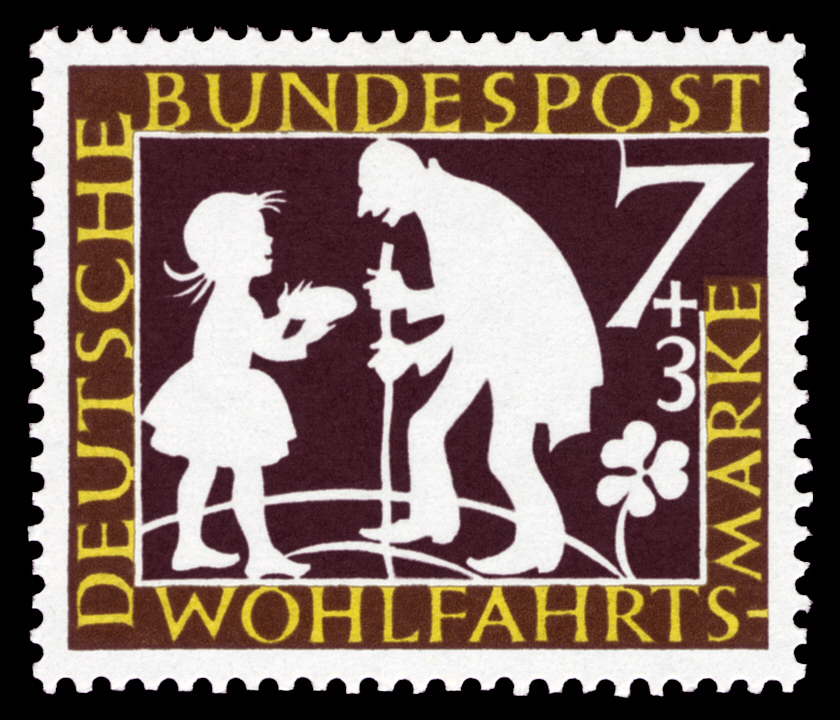
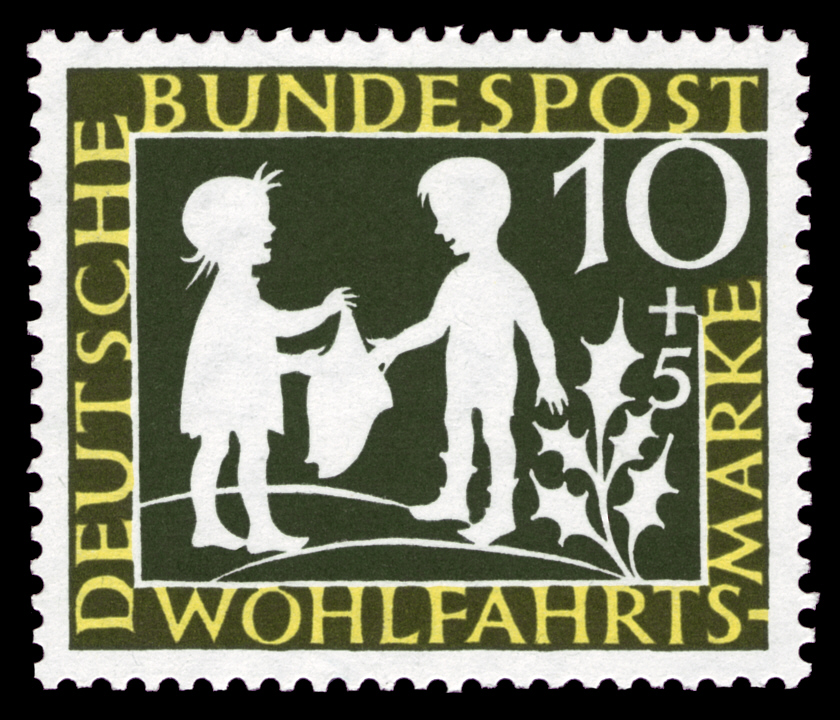
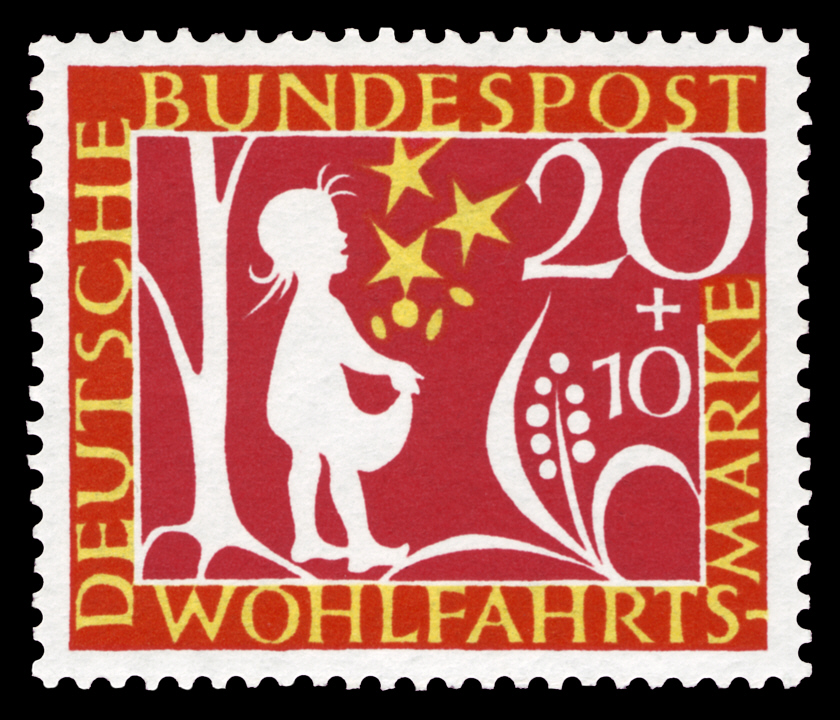

## Achtergronden bij het sprookje
- De gebroeders Grimm schreven in hun commentaar: "Uit duistere herinnering opgeschreven. Wij hopen dat iemand het kan aanvullen en verbeteren". Het moet een oud verhaal zijn geweest, ook tijdgenoten Jean Paul en Achim von Arnim gebruikten het in hun werk.
- Het is gebaseerd op het geloof dat vallende sterren geluk brengen.
- Vallende sterren worden in verband gebracht met draken.
- Het sprookje wordt in verband gebracht met regenboogschoteltjes (Keltische penningen). De penningen zouden de druppels van de regenboog zijn die een spoor achterlaat als hij de aarde raakt.[1].
- Zie ook Een gouden schat.
- Ook in Het uitzitten van het oude jaar komt goud en zilver uit de hemel.